# Сосна Паліцина

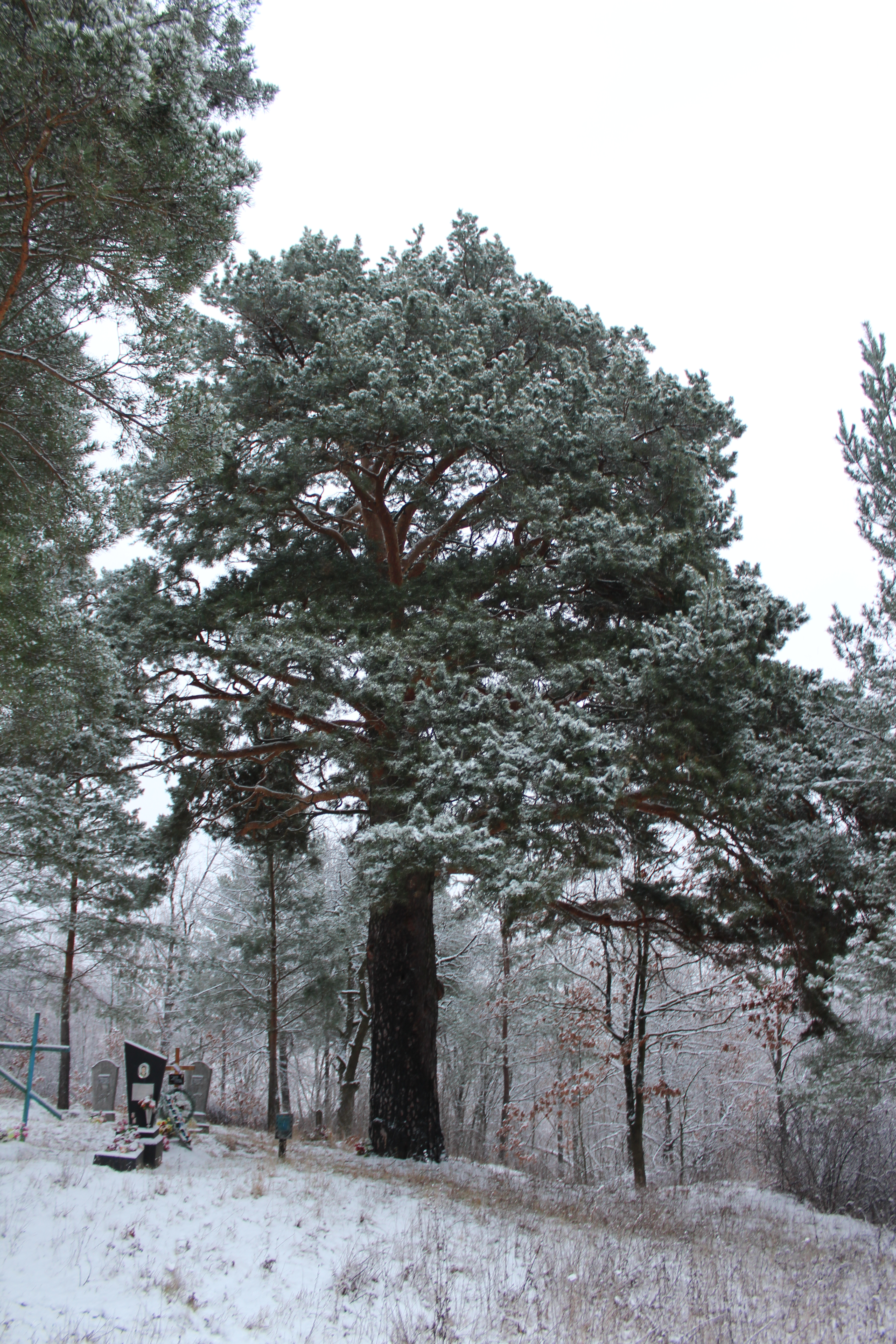
Сосна Паліцина взимку

Сосна Палі́цина. Обхват 4,00  м. Висота 29 м. Вік понад 200 років. Росте в Сумському районі Сумської області, на території Верхньосироватської сільради. Має статус ботанічної пам'ятки природи (див. «Дерева Паліцина»).

## Історія
За переказами, садженець сосни висаджений засновником «Попівської академії», відомим просвітителем, місцевим дворянином, О. Паліциним на могилі його дружини Євдокії восени 1806 р. або навесні 1807 р. у с. Попівка (нині окраїна с. Залізняк) на місцевому цвинтарі. Є версія, що це найстаріша та найтовща сосна в Україні.
- Окрім неї, у с. Залізняк є ще одна сосна, можливо, ровесниця попівської; місцеві жителі так її і називають: «Сестра».
- Також до загального комплексу «Дерева Паліцина» відноситься дуб віком близько 300 р. у с. Залізняк біля будівлі колишньої школи (раніше — будинок поміщика А. І. Кондратьєва, зведений за проектом О. О. Паліцина у 1807 р.) та каштан віком близько 200 р. у лісовому масиві на північний схід від с. Залізняк (раніше — маєток О. Паліцина).

## Ресурси Інтернету
- Фотогалерея самых старых и выдающихся деревьев Украины